# Fédération royale marocaine de hockey sur glace
La Fédération royale marocaine de hockey sur glace (FRMHG) est chargée d’organiser, de développer et de gérer le hockey sur glace au Maroc.

## Historique
La Fédération fut créée le 8 février 2016. Avant cette date, le hockey sur glace dépendait de l'Association marocaine de hockey sur glace, gérant la discipline.

## Rôles
Elle organise dès sa première année, une coupe d'Afrique des clubs de Hockey sur glace, cinq équipes participent à la compétition ; les «Bears» de Casablanca et les «Capitals» de Rabat (Maroc), les «Aigles de Carthage» (Tunisie), les «Anubis et Pharaons» (Égypte), et les «Corsaires d'Alger» (Algérie).